# Dilipa chrysus
Dilipa chrysus är en fjärilsart som beskrevs av Charles Oberthür 1891. Dilipa chrysus ingår i släktet Dilipa och familjen praktfjärilar. Inga underarter finns listade i Catalogue of Life.